# Putney
För andra betydelser, se Putney (olika betydelser).

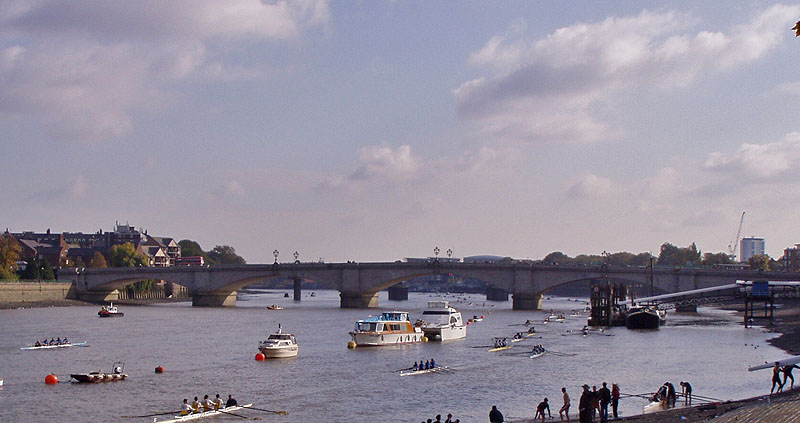
Putney Bridge korsar Themsen och leder från Putney till Fulham.

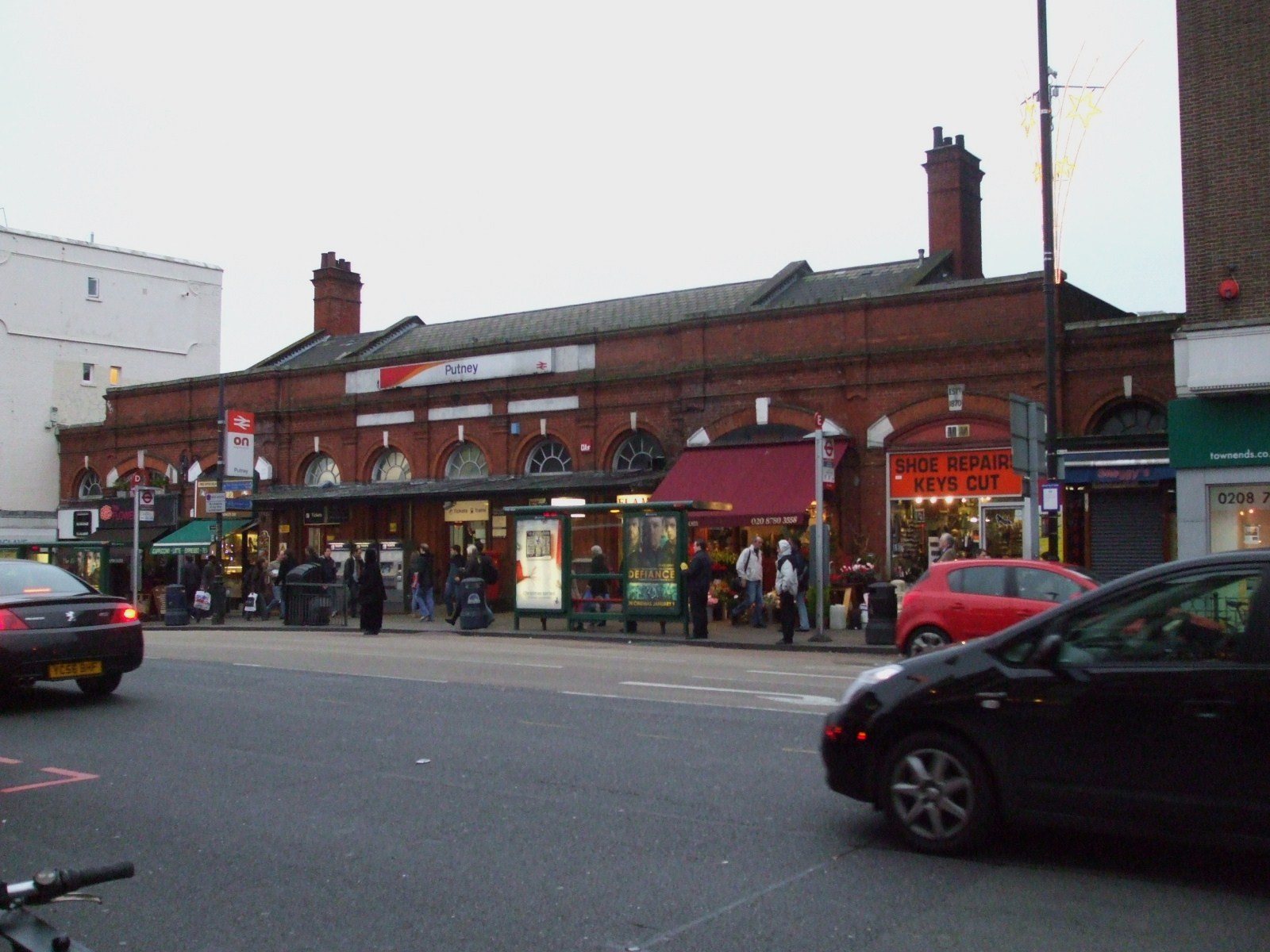
Putneys stationsbyggnad.

Putney är en stadsdel (district) i Borough of Wandsworth i London, beläget 8,2 km sydväst om Charing Cross, på södra stranden av Themsen mittemot Fulham.

## Kända personer från Putney
- Clement Attlee
- Thomas Cromwell
- Edward Gibbon
- Robin Knox-Johnston